# Wald östlich Freckenhorst
Wald östlich Freckenhorst este o arie protejată (arie specială de conservare — SAC, sit de importanță comunitară — SCI) din Germania întinsă pe o suprafață de 50,66 ha, integral pe uscat.

## Localizare
Centrul sitului Wald östlich Freckenhorst este situat la coordonatele 51°55′45″N 8°00′44″E / 51.9292°N 8.0122°E.

## Înființare
Situl Wald östlich Freckenhorst a fost declarat sit de importanță comunitară în martie 2001.

## Biodiversitate
Situată în ecoregiunea atlantică, aria protejată conține 2 habitate naturale: Păduri de fag Luzulo-Fagetum, Păduri de stejar sau de stejar și carpen sub-atlantice și medio-europene de Carpinion betuli.
La baza desemnării sitului se află o specie protejată de  amfibieni: triton cu creastă (Triturus cristatus).